# 2005年のトルクメニスタンにおける図書館の閉鎖
2005年のトルクメニスタンにおける図書館の閉鎖（2005ねんのトルクメニスタンにおけるとしょかんのへいさ）では、トルクメニスタン大統領のサパルムラト・ニヤゾフが2005年に図書館を閉鎖した経緯とその後の展開について解説する。

## 経緯

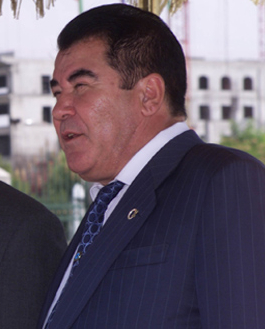
サパルムラト・ニヤゾフ大統領 (2000年)

トルクメニスタンの初代大統領サパルムラト・ニヤゾフは、2000年に「図書館及び図書館事業について」という法律に署名したものの、2005年に「誰も図書館には行かないし、いずれにせよ本を読まない」と語り、図書館を閉鎖するよう指示した。この発言は、閣僚たちの前で思いつきでなされたものだったが、2005年4月22日には国営メディアの Watan がテレビで報じた。なお、ニヤゾフ大統領は「必要な本は家庭や職場、学校にすでに置かれている」とも語ったという。
正確な状況を把握することは困難だが、この命を受けて140程度の図書館が閉鎖されたとされる。なお、閉鎖されなかった図書館もあるとのことだが、国立図書館は閉鎖されていないとする説や、トルクメニスタン西部の図書館に変化はなかったという説が混在する。また、図書館と同時にオペラ、バレエ、映画館、サーカスも閉鎖・禁止された。

## 反応
この決定は、アメリカ合衆国をはじめとして世界各国で注目を集めた。『ライブラリー・ジャーナル』誌や、アメリカ図書館協会の『インターナショナル・リーズ』誌、戦争・平和報道研究所が本件を取り上げたほか、国際図書館連盟がトルクメニスタンにおける図書館の閉鎖と人権侵害に抗議する声明を発表した。また、International League for Human Rights、国際ヘルシンキ人権連盟、メモリアル (人権団体)が、トルクメニスタンにおける人権侵害を周知するために、国際連合人権委員会に対し働きかけを行なった。

## 解禁後
ニヤゾフ大統領は2006年に死去し、2007年にグルバングル・ベルディムハメドフが第2代大統領に就任した。ニヤゾフ大統領時代の停滞からの脱却を目指したベルディムハメドフ大統領は教育改革に重きを置き、2010年に図書館を再開させた。
ただし、ジョン・リチャードソンは2013年の論考にて、トルクメニスタン国立図書館の新館建築といった建物面は充実したものの、蔵書の質と量や、インターネットのアクセスについてはあまり進んでいないと評価している。